# Tritte
Tritte (englischer Originaltitel: Footfalls) ist ein kurzes Theaterstück von Samuel Beckett. Die Uraufführung fand – zusammen mit dem Einakter Damals (Originaltitel: That time) – am 20. Mai 1976 zur Feier von Becketts 70. Geburtstag im Royal Court Theatre, London, statt. Die deutsche Erstaufführung war am 1. Oktober 1976 in der Werkstatt des Schillertheaters, Berlin. In Berlin inszenierte Beckett beide Stücke selbst. In London hatte er demgegenüber nur die Inszenierung von Footfalls übernommen; die Regie von That time lag dort bei Donald McWhinnie, mit der bloßen Assistenz des Autors.

## Handlung
Zwei alte Frauen leben unter einem Dach: Die neunzigjährige Mutter ist krank und mittellos, ihre Tochter May, kurz als M bezeichnet, hat offenbar keinen Kontakt mehr zur Außenwelt. Die immer gleichen Tritte der Tochter werden begleitet von der immer gleichen Frage der Mutter, die irgendwo im dunklen Hintergrund hockt und nur als Stimme mitspielt: „Wirst Du nie aufhören, es alles hin- und herzuwälzen? Es alles. In deinem armen Kopf? Es alles. Es alles.“

Die Mutter bleibt ohne Antwort. Die Tochter meint, sie sei allein. „Ich muss die Schritte hören“, sagt sie. „Ich gehe hier nun. Pause. Vielmehr ich komme und bleibe stehen. Pause. Bei Einbruch der Nacht.“
Aus beider Munde kommen, immer wieder durch Pausen und Schweigen unterbrochen, eigenartige Geschichten von einer Frau Winter und deren Tochter Amy, die von einem Tag auf den anderen nicht mehr ansprechbar und nur noch geistlose Körper waren. Die beiden scheinen May und ihrer Mutter zu ähneln, zumal die anagrammatische Verwandtschaft der Namen (May/Amy) dies zusätzlich nahelegt.
Schicksalhaft fesselt etwas weit Zurückliegendes M und ihre Mutter aneinander, unausweichlich und nicht enden wollend bleibt es ihre gemeinsame Geschichte.

## Form
Das Stück besteht aus vier Abschnitten, die (wie so oft bei Becketts Dramen) jeweils mit einem Klingeln eingeleitet werden. Parallel dazu wird das Rampenlicht aufgeblendet, in dem sich M gleichsam wie in einem hellen Korridor bewegt. Mit jedem Abschnitt werden Klingel und Licht schwächer. Und auch der kleine Spot, der sich auf das Gesicht von May richtet, sobald sie stehenbleibt, wird von Mal zu Mal weiter heruntergedimmt.

Als jemand, der mit Musik aufgewachsen ist und ihr immense Bedeutung beimisst, hat Beckett Wert darauf gelegt, deutlich werden zu lassen, dass das Stück eine rhythmische und musikalische Struktur besitzt: „The walking should be like a metronome, one length must be measured in exactly nine seconds.“ (Der Gang sollte wie der eines Metronoms sein, jede Pendelphase muss genau neun Sekunden dauern.) Damit der Rhythmus dieser Schritte vom Zuschauer auch deutlich gehört werden konnte, musste die Londoner May-Darstellerin Billie Whitelaw Sandpapier an den Sohlen ihrer weichen Ballettschuhe tragen. Und der deutschen Hauptdarstellerin Hildegard Schmahl sagte Beckett: „these life-long stretches of walking. That is the centre of the play, everything else is secondary.“ (Dieses lebenslange Auf- und Abschreiten bildet den Mittelpunkt des Stückes; alles andere ist von sekundärer Bedeutung.)

## Deutung
Mechanisch wie ein Metronom geht M von Wand zu Wand und schreitet wie in einer dunklen Gefängniszelle den begrenzten Horizont ihres Daseins ab. Sowohl das Hin und Her ihrer exakten, immer gleichen Bewegung als auch ihr altersloses Aussehen symbolisieren nicht nur den Leerlauf ihres Lebens und das Auf-der Stelle-Treten ihres Bewusstseins, sondern auch das akribische Pendel der monoton ablaufenden Zeit, die stillzustehen scheint und doch nie zum Stillstand kommt.
Kälte, Isolation und Einsamkeit bestimmen dieses noch um einige zusätzliche Grade reduzierte Beckettsche Endspiel. Wie ein ständig fröstelnder Geist wandert May mit umschlungenen Armen auf und ab. Sie scheint nur noch ein Schatten ihrer selbst und nicht mehr von dieser Welt zu sein. Und auch ihre Mutter, die irgendwo im Dunkel unsichtbar dahinsiecht, ist möglicherweise schon tot und existiert wahrscheinlich nur noch in der Phantasie ihrer Tochter.

## Textausgaben
- Samuel Beckett: Damals und Tritte. In: Theater heute, Band 11 (1976)
- Samuel Beckett: Tritte. Frankfurt a. M.: Suhrkamp, 1976.